# Malabarparkiet
De malabarparkiet of duifparkiet (Psittacula columboides) is een vogel uit de familie Psittaculidae (papegaaien van de Oude Wereld).

## Kenmerken
De groene vogel heeft een lengte van 36-38 cm en een grijze kop en bovenlichaam. Voor de ogen en hals is een zwarte band zichtbaar, die in de nek aansluit. Er volgt een bleekblauwe band, die bleekgroen wordt bij de keel. De kop bevat een beetje blauw op het voorhoofd en de bovenzijde van de wangen en een groenachtige kleur rondom de ogen. De zachtgrijze borst, flanken en schouders hebben een rode weerschijn.
De staart is blauw met gele toppen. De vleugels zijn ook blauw, met blekere randen, zodat het lijkt alsof de vogel geschubd is.
De onderstaartdekveren zijn geelachtig groen. De bovensnavel is rood en draagt een gele punt, terwijl de ondersnavel zwart is.
De ogen zijn geel en de poten grijs.

## Verspreiding en leefgebied
Deze soort is endemisch in zuidwestelijk India.

## Status
De grootte van de populatie is niet gekwantificeerd, maar de soort wordt omschreven als algemeen in het centrum van zijn verspreidingsgebied. Op de Rode lijst van de IUCN heeft deze soort de status niet bedreigd.